# Línia RL3
La línia RL3 és un servei de ferrocarril rodalia, entre Lleida Pirineus i Cervera per la via de Manresa, de Rodalies de Catalunya, de la Generalitat de Catalunya i operada per Renfe Operadora, que circula a través de línies de ferrocarril de via d'ample ibèric d'Adif.
La línia es va posar en funcionament el dia 8 de febrer del 2024 després de 3 dies de retard segons els previs i després d'anys de reivindicació des del territori per crear una línia de rodalia en aquesta línia ferroviària.

## Estacions
| Estació             | Municipi            | Correspondències | Serveis                                                           |
| ------------------- | ------------------- | ---------------- | ----------------------------------------------------------------- |
| Cervera             | Cervera             |                  | Aparcament · Ascensor · Estació d'autobús                         |
| Tàrrega             | Tàrrega             |                  | Aparcament · Servei d'autobús urbà                                |
| Anglesola           | Anglesola           |                  | Aparcament                                                        |
| Bellpuig            | Bellpuig            |                  | Aparcament                                                        |
| Castellnou de Seana | Castellnou de Seana |                  | Aparcament                                                        |
| Golmés              | Golmés              |                  | Aparcament                                                        |
| Mollerussa          | Mollerussa          |                  | Aparcament · Estació d'autobús                                    |
| Bell-lloc d'Urgell  | Bell-lloc d'Urgell  |                  | Aparcament                                                        |
| Lleida Pirineus     | Lleida              |                  | Aparcament · Ascensor · Estació d'autobús · Servei d'autobús urbà |